# Gleisweiler

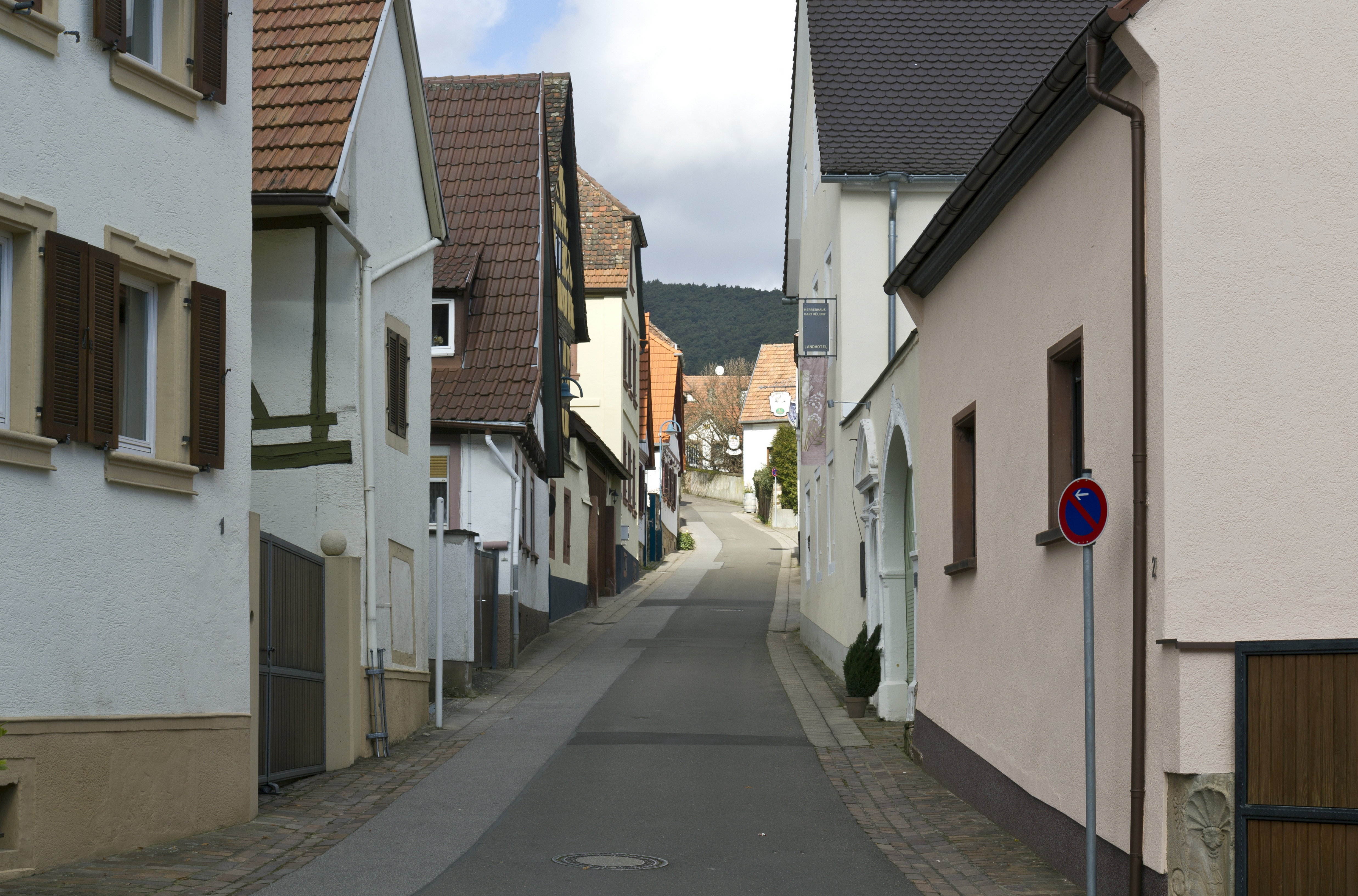
Bergstraße

Gleisweiler (pfälzisch Glääswoiler) ist eine Ortsgemeinde im Landkreis Südliche Weinstraße in Rheinland-Pfalz. Sie gehört der Verbandsgemeinde Edenkoben an, innerhalb derer sie gemessen an der Einwohnerzahl die fünftkleinste Ortsgemeinde darstellt. Gleisweiler ist ein staatlich anerkannter Erholungsort.

## Geographie

### Lage
Der Weinbauort liegt 9 km südlich von Edenkoben zwischen dem Biosphärenreservat Pfälzerwald und dem Rhein. Westlich erstreckt sich die Haardt, wie der Ostrand des Pfälzerwaldes genannt wird. Nachbargemeinden sind – im Uhrzeigersinn – Burrweiler, Böchingen, Frankweiler, Böchingen (Exklave), Flemlingen (Exklave) und Walsheim (Exklave).
Die Ortsgemeinde Gleisweiler liegt bei etwa 300 m ü. NHN am Hang der Haardt und am Fuß des 597,6 m hohen Teufelsbergs an der Deutschen Weinstraße. Zu Gleisweiler gehören zusätzlich die Wohnplätze Papiermühle Hainbachtal und Sanatorium Badstraße. Der südlich der Bebauung verlaufende Hainbach bildet die Grenze zu Frankweiler.
Im Mittleren Pfälzerwald existiert mit dem Gleisweiler Wald zudem eine Exklave der Gemeinde. Diese wird vom Eußerbach durchflossen, der in diesem Bereich in seinem Oberlauf Katzenbach heißt. Von links nimmt er vor Ort den Katzentalbach auf.

### Klima
Gleisweiler hat durch die Lage an der Deutschen Weinstraße im Lee des Pfälzerwaldes ein mildes Klima und nennt sich selbst das „pfälzische Nizza“.

## Geschichte
Der Ort wurde im Jahr 1006 erstmals unter dem Namen „Glizenwilere“ urkundlich erwähnt. König Heinrich II. hatte den Ort zusammen mit Hochstadt und Wollmesheim dem Domstift zu Speyer geschenkt. Im Jahr 1414 verkaufte Ritter Wolfgang, Richter von Knittelsheim seine Güter in Gleisweiler an Pfalzgraf Ludwig III., außerdem hatte Kurpfalz die Oberbotmäßigkeit und Leibeigene im Ort. 1587 verkaufte das Domstift Speyer seinen Teil an den Rechten über Gleisweiler an Johann Kasimir von Pfalz-Simmern, der zu der Zeit Verweser von Kurpfalz war. Der Ort kam zum Gericht des Siebeldinger Tals, das zum kurpfälzischen Oberamt Germersheim gehörte.
Nach 1792 hatten französische Revolutionstruppen die Region besetzt und nach dem Frieden von Campo Formio (1797) annektiert. Von 1798 bis 1814 gehörte das Dorf zum französischen Departement Donnersberg, war dem Kanton Edenkoben zugeordnet und war Sitz einer eigenen Mairie, die zusätzlich das benachbarte Frankweiler umfasste. 1815 hatte die Gemeinde insgesamt 613 Einwohner. Aufgrund der auf dem im selben Jahr stattfindenden Wiener Kongress getroffenen Vereinbarungen und einem Tauschvertrag mit Österreich kam die Region 1816 zum Königreich Bayern. Ab 1818 war die Gemeinde Gleisweiler dem Landkommissariat Landau im bayerischen Rheinkreis; aus ersteren ging anschließend das Bezirksamt Landau hervor.
Ab 1939 war der Ort Bestandteil des Landkreises Landau in der Pfalz. Nach dem Zweiten Weltkrieg wurde die Gemeinde innerhalb der französischen Besatzungszone Teil des damals neu gebildeten Landes Rheinland-Pfalz. Im Zuge der ersten rheinland-pfälzischen Verwaltungsreform wechselte Gleisweiler am 7. Juni 1969 in den neu geschaffenen Landkreis Landau-Bad Bergzabern, der 1978 in Landkreis Südliche Weinstraße umbenannt wurde. 1972 wurde die Gemeinde der ebenfalls neu gebildeten Verbandsgemeinde Edenkoben zugeordnet.

## Religion
2013 waren 37,8 Prozent der Einwohner katholisch und 37,1 Prozent evangelisch. Die übrigen gehörten einer anderen Religion an oder waren konfessionslos. Die Katholiken gehören zum Bistum Speyer, die Evangelischen zur Protestantischen Landeskirche Pfalz.
Zur katholischen Gemeinde St. Stephanus gehören die Katholiken aus Gleisweiler und aus Frankweiler; das sind zusammen etwa 450 Menschen. Sie werden vertreten durch den Gemeindeausschuss. Die Gottesdienste werden in der Pfarrkirche St. Stephan in Gleisweiler gefeiert, die tagsüber für Besichtigung und Andacht geöffnet ist. Eine aktive Gruppe der Gemeinde sind die Messdiener.
Der mit Wirkung zum 1. Advent 2015 entstandenen katholischen Pfarrei Hl. Anna Edenkoben gehört die Gemeinde Gleisweiler mit Frankweiler an.

## Politik

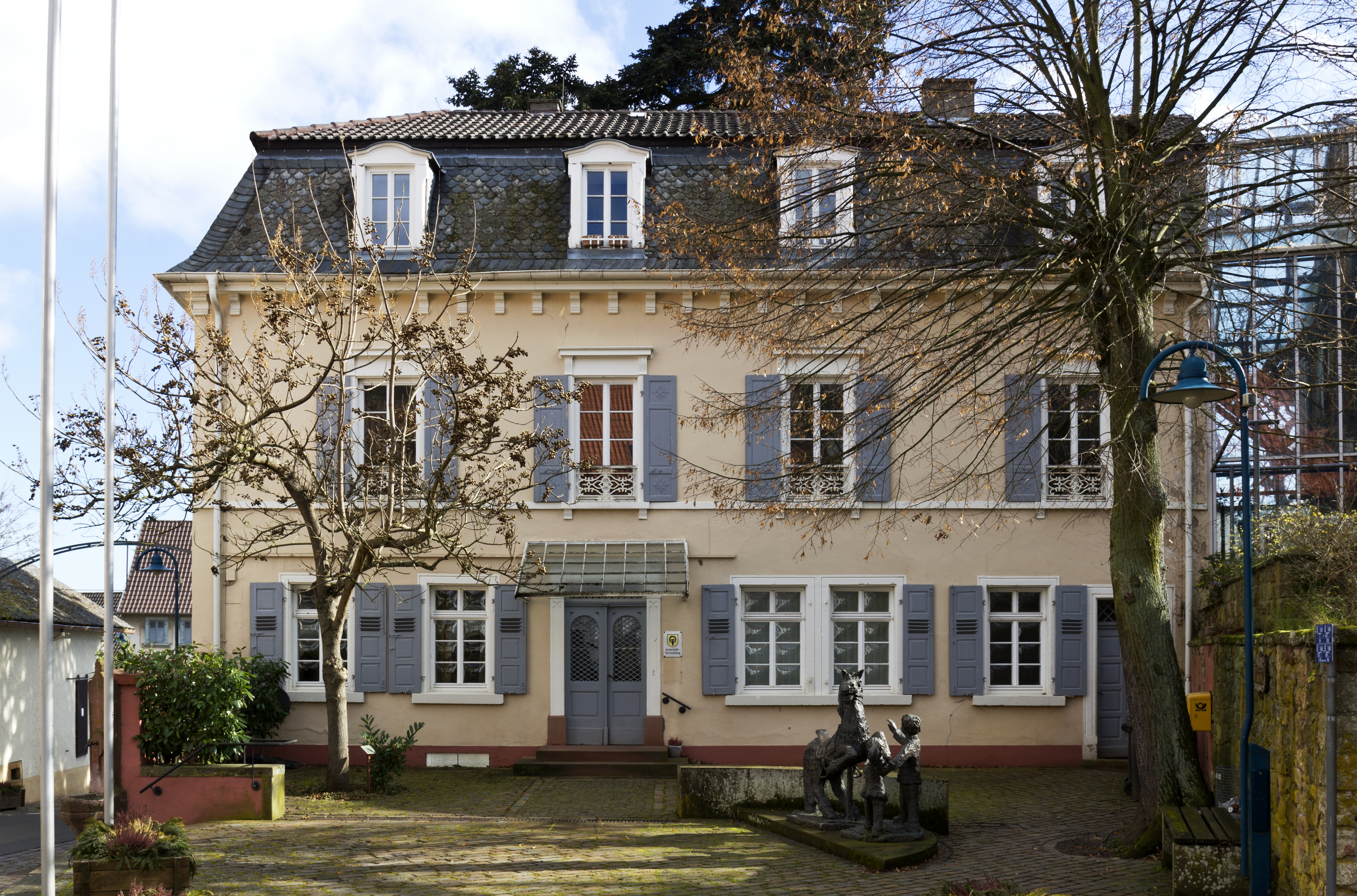
Gemeindeverwaltung

### Gemeinderat
Der Gemeinderat in Gleisweiler besteht aus zwölf Ratsmitgliedern, die bei der Kommunalwahl am 9. Juni 2024 in einer Mehrheitswahl gewählt wurden, und dem ehrenamtlichen Ortsbürgermeister als Vorsitzendem. Bei den Kommunalwahlen 2009 fanden personalisierte Verhältniswahlen statt.
Die Sitzverteilung im Gemeinderat:
| Wahl | SPD               | CDU               | WGG               | Gesamt   |
| ---- | ----------------- | ----------------- | ----------------- | -------- |
| 2024 | per Mehrheitswahl | per Mehrheitswahl | per Mehrheitswahl | 12 Sitze |
| 2019 | per Mehrheitswahl | per Mehrheitswahl | per Mehrheitswahl | 12 Sitze |
| 2014 | per Mehrheitswahl | per Mehrheitswahl | per Mehrheitswahl | 12 Sitze |
| 2009 | –                 | 7                 | 5                 | 12 Sitze |
| 2004 | 5                 | 7                 | –                 | 12 Sitze |

### Bürgermeister
Thorsten Rothgerber (Unabhängiger / aktiv bei den Grünen) wurde am 25. Juni 2019 Ortsbürgermeister von Gleisweiler. Bei der Direktwahl am 26. Mai 2019 hatte er sich mit einem Stimmenanteil von 69,85 % gegen den bisherigen Amtsinhaber Hartmut Brenner (parteilos) durchgesetzt. Bei der Direktwahl am 9. Juni 2024 wurde er als einziger Bewerber mit 88,3 % für weitere fünf Jahre in seinem Amt bestätigt.
Rothgerbers Vorgänger Hartmut Brenner war selbst erst am 7. Januar 2019 ernannt worden, nachdem er bereits als seitheriger Erster Beigeordneter aufgrund des berufsbedingten Rücktritts von Ortsbürgermeister Robert Vogl (parteilos) seit Oktober 2018 die Amtsgeschäfte geführt hatte. Vogl wiederum hatte das Amt am 14. April 2015 übernommen, um eine zehnmonatige Vakanz zu beenden, die entstanden war, weil sich bei der Kommunalwahl 2014 kein Kandidat gefunden hatte. Die Amtsgeschäfte wurden in dieser Zeit vom Vertretungsbeauftragten Matthias Hertel kommissarisch ausgeübt. Bis zur Wahl 2014 hatte Jörg Keller (CDU) das Amt fünf Jahre inne.

### Wappen
| Wappen von Gleisweiler | Blasonierung: „In Silber unter einem mit den Stollen abwärts gekehrten schwarzen Hufeisen eine in dessen Höhlung hineinragende blaue Weintraube mit grünem Stiel.“ |
| Wappen von Gleisweiler | Es wurde 1844 vom bayerischen König genehmigt und geht zurück auf ein Siegel von 1708.                                                                             |

## Kultur und Sehenswürdigkeiten

### Bauwerke
Auf dem Kittenberg befinden sich die Reste der Burg Kittenberg, einer frühmittelalterlichen Wallburg.
Der Kurpfälzische Zehnthof wurde 1753 unter Kurfürst Karl Theodor nach Plänen des kurpfälzischen Hofbaumeisters Sigismund Zeller als katholisches Pfarrhaus und Zehnthof erbaut. Die viergeschossig an den Hang gelehnte Anlage gilt als wohl größtes Pfarrhaus der Pfalz. Der Umbau des Hauses erfolgte zwischen 1985 und 1987 mit der politischen Gemeinde zum Gemeindezentrum und im oberen Stock zur separaten Pfarrwohnung.
1760–62 wurde die katholische Kirche St. Stephan von dem kurpfälzischen Hofbaumeister Franz Wilhelm Rabaliatti errichtet. Der Saalbau mit Eckpilastern wird von einem pilastergegliederten Chor begrenzt. An der Nordseite befindet sich der ehemalige Chorturm aus dem Jahr 1354. Sein letztes Geschoss ist über einem Rundbogenfries vorgekragt und mit einem Walmdach gedeckt; dies spricht für die Funktion eines Wehrturms. Im Erdgeschoss unter dem Sterngewölbe befindet sich ein erkerartig vorspringender Sakramentsschrein, welcher um das Jahr 1500 errichtet wurde. Ihr gegenüber steht die nach Martin Bucer benannt protestantische Kirche.

Das Kurhaus wurde im Jahre 1844 nach den Plänen von Leo von Klenze errichtet. Der im Park gelegene Gartenpavillon „Sonnentempel“ (ca. 1780) wurde aus Landau in der Pfalz hierher versetzt. Die halbkreisförmig gestellten Säulen öffnen sich nach Süden. 

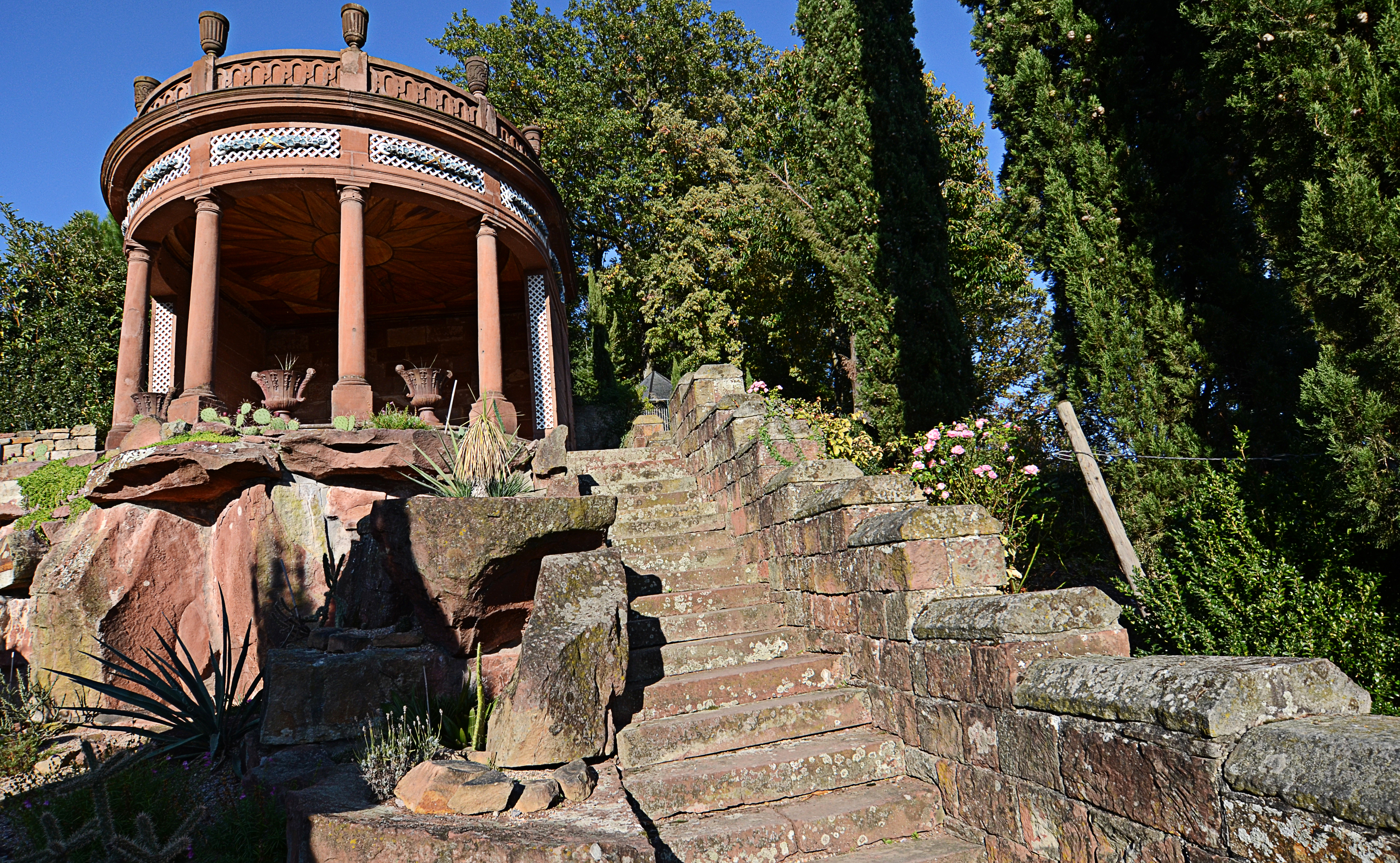
Sonnentempel im Kurpark

Bedeutend sind auch der Torbogen beim Haus Bergstraße 4 (bez. 1619) und ein Torbogen aus dem Jahre 1823 mit „Bergmannszeichen“ beim Haus Badstraße 9/11. Historisch interessant ist ebenfalls das Fachwerkhaus beim spätmittelalterlichen „Hinzlochbrunnen“. Die Walddusche wurde 1848 als Kurbadeanlage zur Kaltwasseranwendung im benachbarten Hainbachtal aus Sandsteinquadern erbaut.
Zudem befindet sich auf der Gemarkung von Gleisweiler die Trifelsblick-Hütte. Bei guter Fernsicht ist von hier aus der Turm des Straßburger Münsters zu sehen.

### Natur
Das Kurhaus ist von einer umfangreichen Parkanlage mit imposanten Mammutbäumen und mediterranen Pflanzen umgeben. Ein dortiger Mammutbaum war 2010 46 Meter hoch; sein Brusthöhendurchmesser betrug 2,49 Meter. Am südlichen Rand der Ortsgemeinde befindet sich das Naturschutzgebiet Haardtrand – Faulenberg und im Norden das Naturschutzgebiet Haardtrand – Annaberg.
Außerdem befindet sich im Ort eine Edelkastanie, die im Oktober 2021 durch die Deutsche Dendrologische Gesellschaft zum Nationalerbe-Baum ausgezeichnet wurde. Mit einem Stammumfang von 7,77 m gemessen in einer Höhe von 1,50 m (Stand: Juli 2021) handelt es sich um eine der fünf stärksten Edelkastanien Deutschlands.
Siehe auch
- Liste der Kulturdenkmäler in Gleisweiler
- Liste der Naturdenkmale in Gleisweiler

## Wirtschaft und Infrastruktur

### Wirtschaftstrends
Neben Weinbau, Gaststätten und Pensionen sowie zwei kleinen Gewerbebetrieben gibt es im Ort keine Unternehmungen.

### Weinanbau
Gleisweiler ist ein Winzerort und als solcher Teil des Weinanbaugebiets Pfalz. Die Weinberge befinden sich nördlich und östlich des Siedlungsgebiets. Eine bekannte Weinlage ist die Gleisweiler Hölle, die zur Großlage Bischofskreuz im Bereich Südliche Weinstraße gehört. Ein Wingert war im Besitz des CDU-Politikers Heiner Geißler. Seit 2007 wird die „Gleisweiler Hölle“ laut WeinGuide Gault Millau zu den zehn besten Lagen der Südpfalz gerechnet.

### Kurklinik

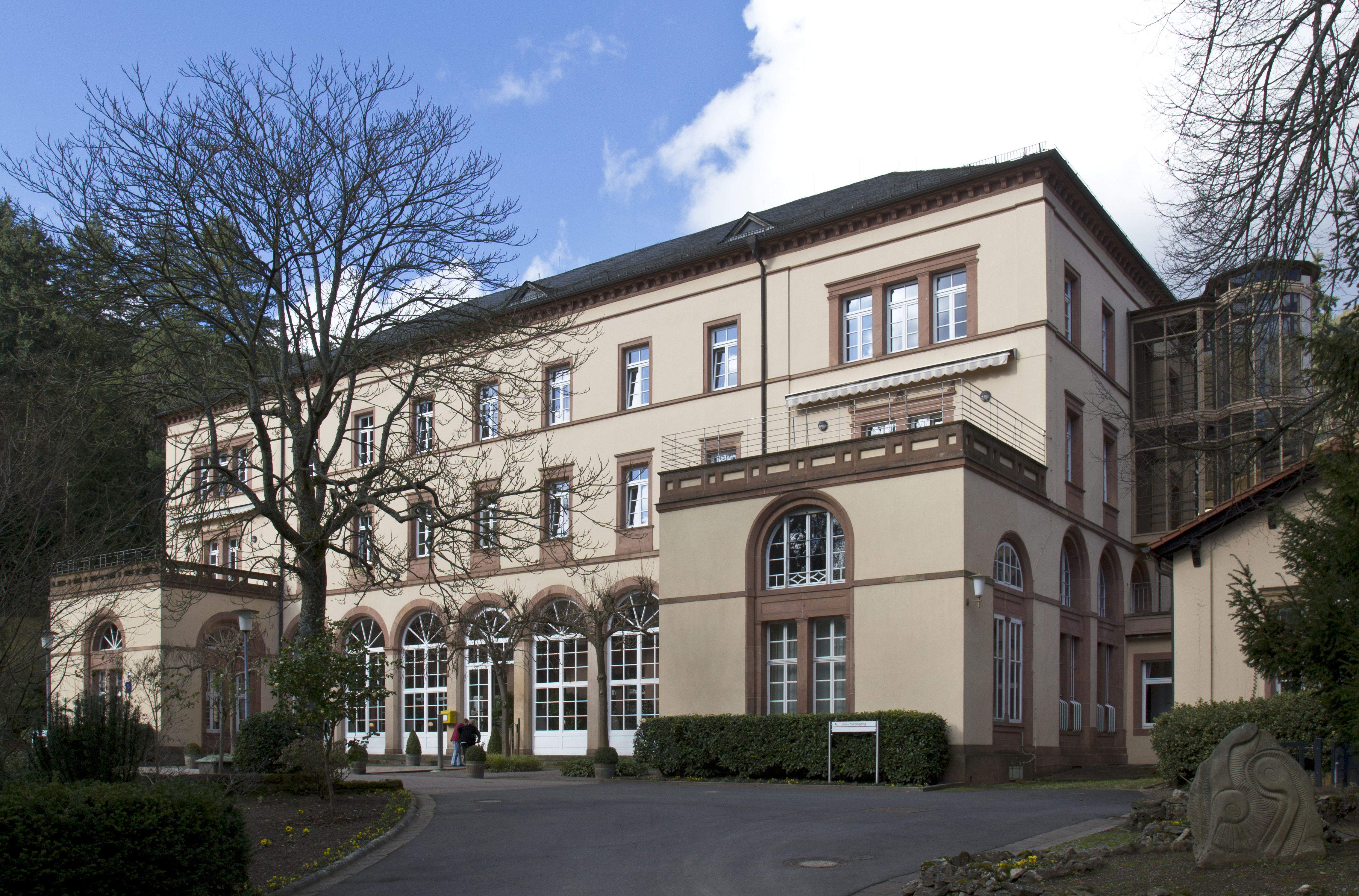
Kurhaus Gleisweiler

1844 wurde in Gleisweiler die erste Kaltwasser- und Molken-Heilanstalt Deutschlands von Dr. Ludwig Schneider eröffnet. Die Klinik war ein Privatunternehmen des Arztes, der das Haus mehr als dreißig Jahre lang leitete. Das schlossartige klassizistische Klinikgebäude wurde nach Plänen des königlich-bayerischen Hofbaumeisters Leo von Klenze errichtet. Die zur Molken-Heilanstalt zugehörige Melkerei wurde so eingerichtet, dass die Badegäste in den Oberstuben durch verschließbare Löcher im Boden die Luft der Kuh- und Ziegenställe einatmen konnten. Die Verbindung von Wasser-, Molken- und Traubenkur machte die Anstalt weithin berühmt und zog Badegäste aus ganz Europa an.

### Walddusche
Eine Besonderheit ist die 1848 mit einer Wasserzuführung aus behauenem Buntsandstein errichtete und bis 1878 betriebene Walddusche – Deutschlands erste. Sie wurde später durch einen Erdrutsch von der Natur zurückerobert und erst 1990 wiederentdeckt.
1991 startete der damalige Bürgermeister Josef Götz (†) mit freiwilligen Helfern die Ausgrabung. 1992 wurde ein Förderverein gegründet, dessen Mitglieder Deutschlands einzigartige Dusche bis heute instand halten. Am 29. Juni 1996 wurde die Anlage mit 80 m langer Zulaufrinne eingeweiht und der Allgemeinheit zur freien Nutzung übergeben. Sie steht zumindest April bis Oktober offen und liefert in einem aus Sandstein gemauerten, oben offenen Bauwerk einen 3 m hohen Strahl von 8–12 °C kaltem Wasser aus dem Hainbach.

### Verkehr
Durch die Gemarkung von Gleisweiler verlaufen die Landesstraßen 507 und 512; erstere ist östlich der Bebauung in Nord-Süd-Richtung trassiert. Die Gemeinde ist über die Buslinie 501 im Verkehrsverbund Rhein-Neckar an das Nahverkehrsnetz angebunden. Durch den Ort verlaufen der Pfälzer Keschdeweg sowie der Pfälzer Mandelpfad.

## Persönlichkeiten

### Ehrenbürger
- Herbert Lorenz (1916–2013), Maler, Grafiker und Bildhauer
- Josef Götz († 2011), ehemaliger Bürgermeister, ernannt 2001
- Marianne Buhle (* 1923, † 2012) ehemalige Bürgermeisterin
- Karl Knochel (* 1938), Dorfarchivar und Chronist, ernannt 2018

### Söhne und Töchter der Gemeinde
- Heinrich Benedikt Fleischbein (1747–1793), katholischer Priester und ordentlicher Professor für Theologie an der Universität Heidelberg
- Joseph Guhmann (1762–1843), badischer Oberamtmann
- Frederick Lauer (Brauer) (1810–1883), erster Präsident der United States Brewers’ Association[27]
- Albert Lynch (1860–1950), deutsch-peruanischer Maler
- Heidemarie Berger (* 1944), Politikerin (SPD)
- Georg Lind (1947–2021), Psychologe

### Personen, die vor Ort gewirkt haben
- Karl Friedrich Köhn von Jaski (1771–1852), preußischer Generalleutnant und zweiter Kommandant des Berliner Invalidenhauses, kämpfte während des Ersten Koalitionskrieges in Gleisweiler.
- Albert Pfeiffer (1880–1948), Archivar, starb in Gleisweiler.
- Heiner Geißler (1930–2017), Politiker (CDU), lebte seit 1980 in Gleisweiler und starb dort.
- David D. Lauer (1939–2014), Bildhauer, lebte, arbeitete und starb in Gleisweiler
- Bernd Kastenholz (* 1949), Maler und Grafiker, lebt seit 1972 in Gleisweiler.